# Trauma Center (serie di videogiochi)
Trauma Center (超執刀カドゥケウス?, Chōshittō Kadukeusu) è una serie di videogiochi di simulazione a tema sanitario creata da Atlus per console Nintendo.

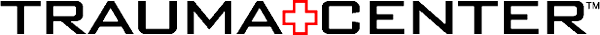
Logo della serie.

Il primo gioco della serie, Trauma Center: Under the Knife è stato pubblicato nel 2005 per Nintendo DS. Il remake per Wii è stato commercializzato nel 2006 con il titolo Trauma Center: Second Opinion. Entrambi i titoli vedono come protagonista il giovane chirurgo Derek Stiles, sebbene nella versione per Wii viene introdotto come personaggio giocante la dottoressa Nozomi Weaver.
Nel videogioco successivo per Wii, Trauma Center: New Blood, distribuito l'anno seguente, viene introdotta una modalità multigiocatore assente nei titoli precedenti che permette di controllare due nuovi personaggi, i dottori Markus Vaughn e Valerie Blaylock. Nel 2008 viene prodotto un sequel del primo gioco per Nintendo DS dal titolo Trauma Center: Under The Knife 2 in cui torna come protagonista Derek Stiles.
Nel 2010 viene pubblicato per Nintendo Wii Trauma Team, un gioco collocato dopo gli eventi di Second Opinion ma scollegato dal resto della serie, in cui sono presenti sei diversi personaggi e altrettante modalità di gioco. Il gioco è stato distribuito nel 2015 per Wii U tramite Virtual Console.
Alcuni dei personaggi di Trauma Center hanno influenzato l'aspetto dei protagonisti della serie RPG Etrian Odyssey di Kazuya Niinou.

## Caratteristiche

### Modalità di gioco
Trauma Center è caratterizzato da due elementi ricorrenti; simulazione chirurgica eseguita da una visuale in prima persona; e la narrazione fornita utilizzando uno stile tipico della visual novel. Trauma Team include la chirurgia, ma incorpora anche altre cinque professioni; medicina d'urgenza in cui i pazienti ricevono trattamenti rapidi, endoscopia per trattamenti interni su piccola scala, ortopedia che si concentra su operazioni alle ossa e ricostruzione, diagnosi per determinare le condizioni mediche del paziente ed esaminare scansioni mediche, e medicina legale dove le prove fornita dalla scena del crimine e dalle vittime vengono utilizzate per giungere alla conclusione del caso.
Durante l'intervento, il giocatore opera sul paziente utilizzando una varietà di utensili; tra questi il bisturi, il gel antibiotico, una siringa per iniettare sostanze, un laser, un rivelatore a ultrasuoni, una pompa di drenaggio, una pinza e un filo per cucire le ferite. I titoli successivi introducono il defibrillatore per rianimare i pazienti morenti. I tipi di intervento vanno dalla riparazione degli organi e l'estrazione del tumore agli innesti cutanei e alla riparazione ossea. I titoli DS fanno uso del touch screen, e i giocatori selezionano e utilizzano gli strumenti attraverso le icone. Per Second Opinion e New Blood, i controlli sono stati regolati per funzionare con il telecomando Wii e il Nunchuk e sono state aggiunte funzioni tra cui il defibrillatore.
Una meccanica di gioco ricorrente in tutta la serie è il Dono di Esculapio, un'abilità che garantisce capacità sovrumani ai chirurghi che la possiedono. I suoi effetti variano da individuo a individuo, e consentono il rallentamento del tempo, la guarigione dei pazienti e il blocco dei parametri vitali di un paziente. Esso si attiva disegnando una stella sullo schermo. Esso e altri elementi fantastici simili sono stati attenuati o rimossi in Trauma Team. Sia New Blood che Trauma Team includono la possibilità di svolgere operazioni in multiplayer cooperativo locale.

### Ambientazione e tematiche
La serie Trauma Center è ambientata in una versione futura della Terra in cui i progressi della medicina hanno portato allo sviluppo di cure per malattie precedentemente incurabili come l'AIDS e il cancro. Un'organizzazione chiave è la Caduceus; sebbene apparentemente sia un ente di ricerca medica per lo studio di malattie intrattabili, ha un ruolo semi-nascosto nella lotta al bioterrorismo e ai virus artificiali. Fondata originariamente in Europa, la Caduceus ha filiali in tutto il mondo. Un elemento ricorrente in tutta la serie è la presenza di fantascienza o elementi soprannaturali nella narrazione. Trauma Team ha fatto meno uso di questi elementi, rimuovendo il dono di Esculapio.
Tutti i titoli di Trauma Center condividono lo stesso universo e la stessa sequenza temporale. Il gioco originale e il suo remake sono ambientati nel 2018. Under the Knife 2 è ambientato tre anni dopo gli eventi del primo gioco. Trauma Team si svolge a un certo punto dopo gli eventi di Second Opinion, sebbene non sia direttamente collegato al resto della serie. L'azione si svolge nella località di Resurgam First Care, un ospedale immaginario negli Stati Uniti dove lavorano molti dei protagonisti. New Blood è ambientato dieci anni dopo gli eventi di Second Opinion. Due personaggi ricorrenti sono Naomi Kimishima, un personaggio giocante in Second Opinion e Trauma Team; e Derek Stiles, che compare in ogni titolo della serie.
Un tema narrativo ricorrente nella serie Trauma Center era salvare vite attraverso la chirurgia e la passione dei medici per salvare vite umane. In Second Opinion, un tema secondario era l'impatto dannoso della chirurgia utilizzata per le ragioni sbagliate. Le tematiche trattate da New Blood sono la battaglia per salvare vite umane e la preziosità della vita. La storia di Under the Knife 2 includeva problemi di cura dei poveri, carenza di medici e le cure antietà. In Trauma Team, la storia si focalizza su come le persone vivevano una vita piena in un mondo che poteva assistere a terribili eventi potenzialmente letali, traendo ispirazione diretta dalla pandemia di influenza suina del 2009.

## Sviluppo
Il Trauma Center originale è stato creato dal membro dello staff di Atlus Katsura Hashino, che ha lavorato come produttore. Iniziando la produzione nel 2004, il team voleva ricreare il gameplay di simulazione chirurgica dei titoli per PC sul Nintendo DS, poiché i suoi controlli e l'hardware erano più capaci rispetto ad altre console dell'epoca. Molti membri dello staff erano veterani del gioco di ruolo di Atlus Megami Tensei, rendendo la produzione impegnativa a causa dell'inesperienza del team. Dopo il successo di Under the Knife, Hashino radunò parte del team in un gruppo dedicato unicamente al lavoro sulla serie; erano internamente conosciuti come "CaduceTeam", coloro che il director Daisuke Kanada avrebbe descritto come i giocatori più entusiasti di Atlus. Kanada aveva lavorato a più titoli di Megami Tensei e collaborato con Hashino a diversi giochi da Maken X nel 1999; Second Opinion fu però il suo debutto come director. La produzione di Second Opinion ebbe inizio nel gennaio 2006.
Il personale ricorrente includeva Kanada come director; l'artista Masayuki Doi, che ha sostituito l'artista originale Maguro Ikehata da Second Opinion in poi; il programmatore Takaaki Ikeda; e lo sceneggiatore Shogo Isogai, che ha lavorato a Under the Knife, Second Opinion e New Blood. Under the Knife fu diretto da Kazuya Niinou, che in seguito sarebbe divenuto lead designer dell'originale Etrian Odyssey per Atlus; e in seguito avrebbe lavorato ai titoli per Imageepoch e Square Enix. MediaVision contribuì alla produzione di New Blood, mentre Vanguard a Under the Knife 2 sotto la supervisione di Atlus. Trauma Team venne incominciato nel 2007, sebbene inizialmente fosse stato concepito come analogo ai titoli precedenti prima di assumere sua forma definitiva, focalizzata su più professioni mediche.

## Accoglienza
In una recensione retrospettiva della serie, Peter Davison di USGamer ha commentato sia la posizione notevole della serie nella libreria di giochi di Atlus, sia il modo in cui i titoli facessero uso delle meccaniche delle console Nintendo.